# Sistema fiscal português
A base e os grandes princípios orientadores do sistema tributário Português encontram-se plasmados na Constituição da República Portuguesa, dela resultando, nomeadamente, o princípio de legalidade tributária, a proibição da retroactividade da lei fiscal e o princípio da igualdade tributária. A este respeito, a Constituição assume como principal finalidade a angariação de receita por parte do Estado sem descurar, contudo, objectivos de natureza extrafiscal (nomeadamente a repartição justa dos rendimentos e da riqueza pelos cidadãos).
Em virtude da integração Europeia, o Direito Fiscal Europeu surge com cada vez maior importância no ordenamento jurídico-fiscal Português, sedimentando os princípios e valores na nossa fiscalidade.

## Introdução

### Contribuições para a Segurança Social
Do princípio constitucional de Estado social, constante do art. 2º da Constituição da República Portuguesa, emerge o financiamento da Segurança Social pela forma das contribuições para a Segurança Social.
Por um lado, essas contribuições incidem sobre trabalhadores dependentes,, tributando-se por uma taxa de 34,75%, as prestações pagas pela entidade empregadora aos trabalhadores, com uma divisão de encargos entre os trabalhadores e empregadores; por outro lado, as contribuições também incidem sobre os rendimentos dos trabalhadores independentes, tributando-se por uma taxa de 29,6%, das 20% as vendas e/ou 70% das prestações de serviços efectuados anualmente.
Em ambos os casos, estabelecem-se isenções tendo em conta a protecção de situações mais frágeis e arriscadas dos trabalhadores, respeitando-se assim o princípio do Estado Social. Além disso, estabelecem-se obrigações acessórias para as entidades empregadoras e para os trabalhadores independentes com o fim de se concretizar melhor este princípio.

### Contribuição extraordinária de solidariedade
A contribuição extraordinária de solidariedade foi introduzida em Portugal pela Lei nº º 55-A/2010 de 31 de Dezembro (Lei do Orçamento de Estado para 2011) e incide sobre pensões, subvenções e prestações pecuniárias de idêntica natureza cujo valor mensal seja superior a 5000€.
Este tributo, controverso desde a sua criação, reverte a favor da Caixa Geral de Aposentações e da Segurança Social (prestações pagas pelo Centro Nacional de Pensões) e tem por objecto o valor global das prestações recebidas pelo contribuinte e afecta tanto pensionistas do sector público como do sector privado. Apenas os pensionistas que recebem as suas pensões mensalmente é que podem estar sujeitos à contribuição extraordinária de solidariedade.
A base de incidência da contribuição extraordinária de solidariedade tem vindo a aumentar com as leis de orçamento do Estado de 2012 e 2013. Nos termos da proposta de Lei de Orçamento de Estado para 2013 , a CES aplicar-se-á a pensões mais baixas, a partir de 1350€ mensais brutos. Assim, para prestações entre 1350€ e 1800€ é aplicável uma taxa de 3,5% sobre esse mesmo valor e, para pensões de valor superior a 1800€ e inferiores a 3750€ é aplicável adicionalmente uma taxa de 16% ao montante da pensão superior a 1800€. Para além disso, a partir de 2013, estão sujeitas a este tributo também as reformas do sector privado, e não apenas as da Caixa Nacional de Pensões.
A taxa de CES aplicável aos pensionistas é actualmente mais elevada do que a taxa de redução salarial aplicada aos trabalhadores do sector público, pois estes últimos ainda estão sujeitos a uma contribuição de 11% sobre o rendimento bruto auferido consignada a sistemas de previdência . Esta diferença de taxas cria, assim, uma igualdade de distribuição dos sacrifícios entre os pensionistas e os trabalhadores do sector público, igualdade essa que não seria possível se a taxa de CES e a taxa de redução salarial tivessem o mesmo valor.

### Imposto sobre o Rendimento das Pessoas Singulares (IRS)

#### Introdução
É um sistema de tributação global caracterizado pela sujeição da totalidade dos rendimentos individuais a uma única tabela de taxas escalonadas em progressividade. Os sujeitos passivos deste imposto são as pessoas físicas.

#### História
A primeira vez que ocorreu tributação do rendimento em Portugal foi no ano de 1641, quando foi criada a décima militar. Este tributo tinha como objectivo a defesa do país e cobrir as despesas de guerra realizadas no âmbito da Guerra da Restauração de 1640-1668. Entre 1962 e 1965, o Governo sentiu a necessidade de criar um imposto sobre o rendimento em Portugal mas só com a reforma fiscal de 1988 é que foram criados o imposto sobre o rendimento das pessoas singulares (IRS) e o imposto sobre o rendimento das pessoas colectivas (IRC).

#### Progressividade
O artigo 104º,nº1, da CRP garante hoje em dia o carácter progressivo do IRS (ou seja, à medida que aumenta a matéria colectável do sujeito passivo, aumenta a taxa de imposto a aplicar à mesma).

#### Incidência
Quanto à incidência subjectiva, o IRS funciona numa lógica de relação obrigacional composta por um sujeito activo, que é o Estado, e um sujeito passivo, que são as pessoas singulares referidas no artigo 2º do CIRS.
Quanto à incidência objectiva, segundo os artigos 2º a 11º do CIRS, este imposto abrange os rendimentos das categorias:
- A (Rendimentos do trabalho dependente);
- B (Rendimentos empresariais e profissionais);
- E (Rendimentos de capitais);
- F (Rendimentos prediais);
- G (Incrementos patrimoniais); e
- H (Pensões).

#### Taxas e Deduções Específicas do IRS
Relativamente às deduções específicas para efeitos de IRS, importa primeiro que tudo referir que estas variam tendo em conta as categorias de rendimentos auferidos pelo contribuinte.
Para os rendimentos da categoria A (rendimentos do trabalho dependente), pode-se deduzir , até 4104 euros (12 vezes 0,72 vezes o valor do IAS, que é 475 euros), as indemnizações pagas pelo trabalhador à entidade patronal por rescisão unilateral do contrato, as quotizações sindicais na parte em que não constituam contrapartida de benefícios de saúde, educação, apoio à terceira idade, habitação, seguros ou segurança social e desde que não excedam relativamente a cada sujeito passivo 1% do rendimento bruto desta categoria, sendo acrescidas de 50%. 
Nos rendimentos da categoria B ( rendimentos empresariais e profissionais), as deduções variam consoante o sujeito passivo esteja abrangido pelo regime simplificado ou pela contabilidade organizada. 
Nos rendimentos da categoria E (rendimentos de capitais), não há deduções específicas.
Nos rendimentos da categoria F (rendimentos prediais), são dedutíveis as despesas de manutenção e conservação do imóvel, o Imposto Municipal sobre Imóveis e os encargos de condomínio.
Na categoria G ( mais-valias), são dedutíveis as despesas e encargos realizados para valorização dos bens ou despesas inerentes à aquisição ou venda do bem.
Na categoria H (rendimentos de pensões), são dedutíveis 72% X 12 X o valor do IAS para pensões até 22 500 euros, as quotas para sindicatos até 1% do rendimento bruto, acrescidas de 50% (na parte em que não constituam contrapartida de benefícios relativos à saúde, educação, apoio à terceira idade, habitação, seguros ou segurança social), e as contribuições obrigatórias para regimes de protecção social e para subsistemas legais de saúde.
Depois de feitas as deduções a cada tipo de rendimento, calculamos o rendimento líquido total pela soma dos rendimentos líquidos de cada categoria de rendimento do sujeito passivo. Esta actividade denomina-se englobamento e está prevista no artigo 22º do CIRS. Importa referir que só se engloba os rendimentos da categoria E (lucros) se a estes rendimentos for aplicada uma taxa de IRS inferior a 25%, pois, se a taxa de IRS aplicável ao rendimento líquido total for superior a 25%, os rendimentos líquidos da categoria E ficam sujeitos a uma taxa liberatória de 25%.
De acordo com o artigo 68º do Código do IRS, existem actualmente oito escalões de taxas de IRS progressivos. A progressividade dos escalões (ou seja, o facto de, à medida que a matéria colectável do sujeito passivo de IRS aumenta, aumentar também a taxa aplicável) está relacionada com o princípio da capacidade contributiva e visa uma diminuição da desigualdade entre os contribuintes e uma justa repartição dos rendimentos.
Em 2013, os escalões de IRS passarão a ser apenas cinco e será ainda aplicada uma sobretaxa de 4% para todos os escalões tributados e para o último escalão uma taxa adicional de mais 2,5%.

#### Deduções à colecta, benefícios fiscais e o seu impacto socio-económico
As deduções à colecta, diferentemente das deduções específicas, são calculadas com base na soma de todas as categorias dos rendimentos. Estas estão previstas no Artigo 78º do Código de IR e a sua natureza é pessoal, pois é relevante no seu cálculo a necessidade pessoal e a situação familiar do contribuinte. A ideia das deduções à colecta visa a diminuição das desigualdades entre os contribuintes, objectivo que está referido no Artigo 104º,nº1 de CRP e a defesa de valores fundamentais para o ser humano, principalmente da saúde e da educação.
Os benefícios fiscais resultam da ideia de se criar um regime especial da tributação que pretende favorecer os objectivos extra fiscais das empresas. No caso concreto, o seu regime está previsto no Estatuto dos Benefícios Fiscais. São considerados como benefícios fiscais as isenções, as deduções à matéria colectável e a colecta.
Quanto ao impacto socio-económico, as deduções à colecta e os benefícios fiscais deixam ao Estado uma grande despesa. O Estado Português deverá despender este ano cerca 9,6 mil milhões de euros com isenções, benefícios e reduções fiscais, de acordo com o relatório sobre a despesa fiscal em Portugal entregue à «Troika». Isto representa aproximadamente 5,7% do PIB (salientamos que estes dados se referem à globalidade dos impostos e não só ao IRS, em relação ao ano de 2012). Este valor significativo da despesa do Estado pode agravar a situação económica do país.

### Imposto sobre o Rendimento das Pessoas Colectivas (IRC)
O IRC - Imposto sobre o Rendimento das Pessoas Colectivas- incide sobre os rendimentos obtidos, em designação geral, pelas sociedades e empresas com sede ou direcção efectiva em território português, durante o período de tributação. Isentam-se deste imposto os rendimentos provenientes das realizações de actividades realizadas com a prossecução do interesse público.
A matéria colectável obtém-se pela dedução aos lucros ou rendimentos relativos às actividades exercidas pelos sujeitos passivos, tendo em conta as naturezas diferentes das actividades, prejuízos e benefícios fiscais. O valor da taxa também depende das actividades exercidas pelas entidades. A taxa geral de IRC é de 25% e existe uma taxa de 21.5% para as entidades que não exercem actividade comercial, industrial ou agrícola.
O Código do IRC prevê certos regimes que impõem correcções na determinação da matéria tributável, nomeadamente, no caso de preços de transferência, subcapitalização, pagamentos a entidades não residentes sujeitas a um regime fiscal privilegiado e Controlled Foreign Companies.

### Derrama
A Derrama é uma forma de financiamento próprio dos Municípios e consiste num imposto sobre as pessoas colectivas que exercem a sua actividade na área do mesmo. Surgiu como imposto colonial, passando a constituir imposto dos municípios com a aprovação da Lei das Finanças Locais de 2007. As taxas variam de Município para Município, já que o lançamento da derrama é facultativo, tendo um limite máximo de 1,5 %.

### Imposto sobre o Valor Acrescentado (IVA)
É um sistema de tributação das transações adoptado por centenas de países em todo o mundo. Trata-se de um tributo singular com uma lógica distinta dos impostos sobre o rendimento, como é o caso do IRS. O IVA é um imposto geral sobre o consumo, em que se tributam as transmissões de bens, a prestação de serviços, as importações e a aquisição intracomunitária de bens. Em geral o IVA apresenta-se como um imposto sobre o consumo em que o montante a entregar por cada sujeito passivo é apurado através do chamado método subtractivo indirecto, nos seguintes termos: o montante a entregar é fruto da diferença entre o montante que resulta da aplicação da taxa ao valor das vendas ou prestações de serviços, durante determinado período, e o montante do imposto suportado nas aquisições efectuadas durante o mesmo período. O IVA deve ser qualificado como imposto de obrigação única e não como imposto periódico, dado que incide sobre factos tributários de carácter instantâneo, reportando-se a cada um dos actos concretos praticados, não sendo relevante que o sujeito passivo exerça a respectiva actividade de forma continuada ou só ocasionalmente.

### Impostos Especiais Sobre o Consumo (IECs)
São impostos que incidem sobre consumos específicos. Os principais são o Imposto Sobre os Produtos Petrolíferos (ISP), o Imposto Sobre o Tabaco (IT) e o Imposto Sobre o Álcool e as Bebidas Alcoólicas (IABA). Os referidos impostos foram objecto de harmonização europeia e têm a sua disciplina no Código dos Impostos Especiais Sobre o Consumo (CIEC).

### Impostos sobre o património

#### Imposto Municipal sobre Imóveis (IMI)
O IMI é o Imposto Municipal sobre Imóveis e incide sobre o valor patrimonial dos prédios. Este imposto entrou em vigor com o Decreto-Lei nº287/2003 de 12 de Novembro e reformou o Código da Contribuição Predial e o Imposto sobre a Indústria Agrícola. O IMI incide sobre prédios rústicos, mistos e urbanos e estão sujeitos a ele o proprietário, o usufrutuário ou superficiário do prédio a 31 de Dezembro do ano a que o mesmo respeitar.
No que diz respeito às taxas,estas aplicam-se a nível nacional e, nos prédios rústicos, aplica-se uma taxa de 0,8%; nos prédios urbanos avaliados, uma taxa de 0,3 a 0,5% , nos não avaliados uma taxa de 0,5% a 0,8%; e, nos prédios mistos, aplica-se ao valor patrimonial tributário de cada parte da respectiva taxa.

#### Imposto Sobre as Transmissões Onerosas de Imóveis (IMT)
O IMT é o imposto sobre as transmissões onerosas de imóveis. Este imposto entrou em vigor a 1 de Janeiro de 2004 vindo a substituir o imposto municipal de SISA que não tributava aspectos que o novo imposto vem tributar. O IMT é cobrado no momento da escritura de compra de um bem imóvel. Este imposto pode estar sujeito a incidência real, objectiva e territorial, simultânea do IMT com o imposto do selo e, por último, subjectiva.
As taxas do IMT aplicam-se consoante sejam aquisição de prédio urbano ou fracção autónoma destina a habitação própria e permanente, aquisição de prédio urbano ou fracção destinado a habitação, aquisição de prédios rústicos, aquisição de outros prédios urbanos ou outras aquisições onerosas.

### Imposto sobre veículos
O ISV é o imposto sobre os veículos que pretende onerar os contribuintes na medida dos custos que provocam no meio ambiente, nas infra-estruturas viárias e sinistralidade rodoviária. Este imposto foi criado em 2007 pelo Decreto-Lei 22-A/2007, vindo substituir o Imposto Automóvel.
Os veículos sujeitos a tributação são os seguintes: automóveis ligeiros de passageiros, de utilização mista e de mercadorias, automóveis de passageiros, autocaravanas, motociclos, triciclos e quadriciclos. As taxas do ISV variam conforme a vetustez e categoria do veículo.

### Tributação internacional
A Tributação Internacional comporta situações fiscais que tenham contacto com mais do que uma ordem jurídica dotada de poder tributário. Tanto o CIRS como o CIRC permitem aos sujeitos passivos o direito a um crédito de imposto por dupla tributação internacional, que deduz a matéria colectável quando nesta estejam incluídos rendimentos obtidos no estrangeiro. No sistema jurídico português existem vários acordos para eliminar a dupla tributação e ADTS. Portugal aprovou e transpôs, neste sentido, para o seu ordenamento jurídico, em virtude da sua integração europeia, várias directivas: Directiva "Fusões", Directiva "Mães-Filhas", Directiva "Poupança",  Directiva "Juros e Royalties" e a Directiva relativa à cooperação administrativa no domínio da fiscalidade.

## Constituição Fiscal Portuguesa

### Princípio da legalidade
O Princípio da legalidade divide-se em dois corolários: na exigência formal da reserva de lei parlamentar e na exigência material de tipicidade.
Exige-se a intervenção do Parlamento (Artigo 165º/1/alínea i), CRP), para a criação, modificação e extinção do tributo. É possível a intervenção governamental, pela autorização legislativa (artigo 165º/5, em especial para a matéria fiscal), sujeitando-se à apreciação parlamentar de decretos-lei (artigo 169º), a qual pode ser concedida às assembleias legislativas regionais e às assembleias das autarquias locais. Os impostos encontram-se totalmente sujeitos à reserva de lei. É necessária a aprovação de um regime geral para as taxas e contribuições, mas mais saliente nas segundas, por se basearem em presunções de prestação muito difusas, existindo já um regime geral das taxas das autarquias locais (aprovado pela Lei nº 53-E/2006, de 29 de Dezembro).
É necessária a definição na lei dos elementos essenciais dos impostos (artigo 103º/2). É preciso que o contribuinte possa calcular o montante do imposto devido. O legislador deve recorrer ao mínimo necessário à discricionariedade e aos conceitos indeterminados, embora aquelas técnicas legísticas possam permitir o preenchimento de lacunas aparentes 

### Princípio da segurança jurídica
Seguidamente, o princípio da segurança jurídica (segundo o artigo 2º): possui valor e acuidade redobrada no direito tributário. Relaciona-se intimamente com o Estado de Direito Democrático na tentativa constante de não frustar as expectativas legítimas dos cidadãos principalmente as que assentam na lei. Apesar de a lei (artigo 12º, Código Civil) reiterar que esta só dispõe para o futuro, existem casos especiais em que há eficácia retroativa (artigo 103º), o que não aconteceu nas constituições de 1911 e 1933. Dito isto, Vital Moreira sublinha que somente se deve rejeitar a retroactvidade quando haja um choque intoleravelmente com a segurança jurídica
Nos impostos de natureza periódica, quando a lei nova entra em vigor a meio do ano ou pode projectar-se retroactivamente ou sujeitando a tributação acrescida os rendimentos do ano anterior, já plenamente formados (retroatividade forte) ou essa sujeição ser ao ano em ano em curso (retroatividade fraca). O legislador fiscal só fará recurso à retroatividade forte excecionalmente. Fenómeno diverso é o da retrospectividade fiscal que se produz quando existe uma nova lei dispondo quanto a factos futuros lesando expectativas do passado. Manifesta-se com a criação ou agravamento de impostos ou aquando da eliminação de benefício, respeitando sempre o princípio da coerência sistemática. 

### Princípio da igualdade tributária
O princípio da igualdade tributária consagrada constitucionalmente no artigo 13º, tem dois sentidos: um formal (igualdade perante a lei) Igualdade perante a lei, como consagrava a Constituição portuguesa de 1822 nos artigos 9º e 12º, cujo principal destinatário era o próprio legislador., decorrente do artigo 13º, nº2 e do 103º, nº2 da CRP; e um sentido material (igualdade na lei) presente no artigo 13º, nº2 da CRP. Este segundo sentido material ou igualdade na lei traduz-se na proibição do arbítrio e como defende José Casalta Nabais manteve-se desde o século XIX até aos dias de hoje. Hoje com concretização na Constituição de 1976 no artigo 13º e nos artigos 103º, 104º que segundo Sérgio Vasques, estabelecem “um programa de intervenção para o sistema fiscal”. A propósito Maria Glória Garcia, defende a existência ainda de uma terceira dimensão ou sentido, “igualdade pela lei”, igualdade essa postulada por imposições de igualdade social.
Concretiza-se na expressão de Aristóteles “tratar o igual igualmente, e o desigual, desigualmente”, que tem duas dimensões: igualdade/diferença de situações e igualdade /diferença de tratamento. Segundo Sérgio Vasques, a igualdade de tratamento deve ser entendida como puramente descritiva sendo que ambas estão sujeitas à mesma estatuição. Contextualmente o princípio “tem um significado diferente consoante a área de sistema jurídico ou de sistema tributário” . 
Assim extraem-se dois critérios: critérios intra-sistemáticos, quanto à finalidade típica dos tributos públicos, inserindo-se neste os critérios da capacidade contributiva e equivalência. O critério da capacidade contributiva aplica-se a impostos e o critério da equivalência aplica-se a taxas, contribuições, incluindo a tributação feita no plano do consumo e as contribuições especiais. Também critérios extrafiscais, segundo os quais a igualdade pode ser sacrificada por razões estranhas ao direito fiscal se a lesão provocada for necessária, adequada, proporcionada. Neste sentido denota-se a maior relevância dos critérios intra-sistemáticos, porque não precisam de requisitos de ponderação para prevalecer.
Assim, o princípio da igualdade tributária materializa-se no critério da capacidade tributária (para os impostos) e no critério da equivalência (para as taxas e contribuições), mas tem também importância em diferentes matérias como a tributação de rendimentos ilícitos. A propósito, Diogo Leite de Campos defende que se não houvesse tributação desses ganhos ilícitos haveria um efeito de benefício fiscal para tais atividades, encorajando-as e a não tributação seria ao mesmo tempo uma violação do Princípio da Igualdade Fiscal. Perante orientação positiva quanto à tributação do comércio eletrónico, nomeadamente segundo Rita Calçada Pires, defende-se que a não tributação destes meios só pelo facto de a forma e suporte do comércio eletrónico ser diferente do comércio tradicional seria uma violação ao princípio da Igualdade Tributária.

#### Princípio da capacidade contributiva
O princípio da capacidade contributiva, um dos corolários do princípio anterior, é um meio de garantir a Justiça Fiscal. O imposto deve ser cobrado a quem pode e na medida das suas possibilidades. Há, portanto, um critério material de igualdade (artigo 13º, CRP.), que pretende a prossecução da solidariedade fiscal: quando pago o meu imposto estou a intervir indiretamente viabilizando e legitimando a utilização de infra-estruturas públicas, permitindo que outros a elas possam aceder. O imposto é, consequentemente, calculado numa dimensão progressiva, fazendo com que seja personalizado. São disso exemplo os impostos sobre o rendimento.
A tributação do rendimento global e a tributação do rendimento líquido são corolários deste princípio, sendo o último mais aproximado à verdadeira capacidade dos contribuintes. Com efeito, o rendimento bruto não exprime a real capacidade dos contribuintes, só podendo esta ser calculada quando lhe subtraiam, primeiro, as despesas necessárias à angariação do próprio rendimento, depois, as despesas necessárias à sobrevivência do contribuinte. Este último ainda mais importante, dado permitir uma leitura mais real, uma vez feitas as devidas deduções ou aplicadas as taxas, conseguindo-se assim, uma aproximação ao objetivo deste princípio, balizado pelo artigo 104º da C.R.P.

#### Princípio da equivalência fiscal
Como último corolário em que se desdobra o princípio da igualdade tributária, o princípio da equivalência fiscal tem também dignidade constitucional (artigo 103º/1). Aliado a um juízo de proporcionalidade e reciprocidade, tem como base de tributação a equivalência entre a cobertura do custo e o benefício para o contribuinte de um bem coletivo obtido da Administração Pública.  
O conceito surgiu na sua forma primitiva como o princípio do benefício, na época do liberalismo, vindo a ser desenvolvido pela ciência financeira e mais tarde por impulso das teses da tributação corretiva, uma lógica de equivalência: para além do benefício, devemos atender também ao custo externo do comportamento dos particulares. A sua principal base de incidência verifica-se nos tributos comutativos, aqueles que incidem sobre serviços prestados aos contribuintes.  
Principalmente aplicável na área das finanças públicas locais, o sentido essencial do princípio da equivalência está em “proibir que se introduzam nos tributos comutativos diferenciações alheias ao custo ou benefício, assim como em proibir que o valor destes tributos ultrapasse esse mesmo custo ou benefício, sacrificando os respetivos sujeitos passivos em proveito da comunidade.”  
Em suma, podemos observar que a Constituição Fiscal portuguesa consagra verdadeiras normas precetivas, não programáticas. O texto constituinte tem sempre em vista a orientação do legislador, orientando-o e sancionando-o se desrespeitado. 

## Tributação Europeia e Internacional

### Introdução
A tributação internacional reporta-se a situações fiscalmente relevantes que tenham contacto, por qualquer dos seus elementos, com mais do que uma ordem jurídica dotada de poder tributário. A conexão com diversas ordens jurídicas com poder tributário pode despoletar, diversos obstáculos ao comércio internacional, de entre os quais se destaca a dupla tributação jurídica internacional.

### Créditos de imposto unilaterais
De forma a mitigar os efeitos negativos da dupla tributação jurídica internacional, importa salientar a existência, no ordenamento jurídico-fiscal Português, de Créditos de imposto unilaterais, previstos tanto no CIRS como CIRC . Este tipo de legislação doméstica permite que os sujeitos passivos tenham direito a um crédito de imposto por dupla tributação internacional, que consiste numa dedução a operar sobre a matéria colectável quando nesta tenham sido incluídos rendimentos obtidos no estrangeiro. 
Portugal aplica, nos seus créditos unilaterais, o método da imputação ordinária (com excepção dos créditos operados no âmbito do regime do residente não habitual, em que Portugal aplica o método da isenção). Assim, esta dedução terá como limite o mais baixo dos seguintes valores:
- Montante do imposto sobre o rendimento pago no estrangeiro; ou
- Fracção do IRC ou da colecta do IRS, calculada antes da dedução correspondente aos rendimentos que no país em causa possam ser tributados, líquidos dos gastos directa ou indirectamente suportados para a sua obtenção ou das deduções específicas previstas no CIRS, respectivamente;

### Acordos para eliminar a dupla tributação e acordos de troca de informações
Importa ainda destacar que Portugal dispõe de uma vasta rede de acordos para eliminar a dupla tributação , que, regra geral, tem vindo a seguir essencialmente o modelo de convenção da OCDE e um número significativo de acordos de troca de informação. O modelo da convenção da ONU é também tida como referência quando se trata de um país em vias de desenvolvimento. 

### Directivas Europeias
Em virtude da sua integração europeia, e com relevância para o tema em concreto da Fiscalidade Internacional, Portugal aprovou e transpôs para o ordenamento jurídico-fiscal Português, as seguintes directivas:

#### Directiva “Fusões”
Directiva “Fusões” – Directiva 90/434/CEE, de 23 de Julho / Directiva 2009/133/CE do Conselho, de 19 de Outubro de 2009  : que visam eliminar os obstáculos fiscais passíveis de ocorrer em operações de fusão, cisão, entrada de activos e permuta de acções entre sociedades de diferentes Estados-Membros, assim como na transferência de sede entre Estados-Membros, nomeadamente através da não tributação de mais-valias ou lucros resultantes destas operações.

#### Directiva “Mães-Filhas”
A Directiva “Mães-Filhas” – Directiva 2011/96/UE, do Conselho, de 30 de Novembro  tem como objectivo eliminar os obstáculos fiscais resultantes da distribuição de lucros entre sociedades-mães e sociedades-filhas localizadas em Estados-Membros diferentes, através da renúncia à tributação de lucros pelo Estado em que se encontre a sociedade-mãe ou da dedução da fracção do imposto já paga pela sociedade-filha e da eliminação de tributação por parte do Estado que distribua os lucros.

#### Directiva "Poupança"
A Directiva “Poupança” – Directiva 2003/48/CE, do Conselho, de 3 de Junho de 2003 surge como uma forma de simplificar o tratamento e circulação dos rendimentos de capitais na União Europeia, permitindo que os beneficiários de juros de poupança obtidos num Estado-Membro diferente da sua residência sejam tributados no seu Estado-Membro de residência. O principal objectivo da directiva passa por facilitar a troca de informações relativas a este tipo de rendimento.
Esta directiva foi revogada a 11 de Novembro de 2015 na sequência da profunda revisão e ampliação, operada entre 2014 e 2015, da Directiva relativa à assistência mútua e troca de informações entre Estados em matérias fiscais.

#### Directiva "Juros e Royalties"
A Directiva "Juros e Royalties" – Directiva 2003/49/CE Do Conselho, de 3 de Junho visa regular pagamentos transfronteiriços de juros e royalties entre sociedades associadas de modo a eliminar distorções fiscais, formalidades administrativas e situações de dupla tributação resultantes deste tipo de pagamentos, através da eliminação de tributação no Estado da fonte). 
Prevê ainda regimes transitórios para determinados Estados-Membros (nomeadamente Portugal), tendo sido estabelecida a possibilidade de ser operada retenção na fonte por um período de 8 anos. Desta feita, Portugal beneficiou de um primeiro período transitório em que pôde aplicar uma retenção na fonte com um limite máximo de 10% e um segundo período, ainda em vigor, em que os pagamentos de juros e royalties podem ser sujeitos a uma retenção na fonte de 5%. Importa referir a final, que o período transitório terminará em 30 de Junho de 2013, altura e que o pagamento de juros e royalties de fonte Portuguesa, pagos entre sociedades associadas, deverá ser efectuado sem qualquer tributação na fonte.

#### Directiva relativa à cooperação administrativa no domínio da fiscalidade
A Directiva 2011/16/UE, do Conselho, de 15 Fevereiro de 2011, relativa à cooperação administrativa no domínio da fiscalidade, veio revogar a antiga Directiva 77/799/CEE. Esta foi mais tarde modificada, pela Directiva 2014/107/EU, do Conselho, de 9 de Dezembro, e pela Directiva (ainda sem referência), do Conselho, de 8 de Dezembro de 2015. Estas visaram a troca automática de informações fiscais e a troca de informações relativa a preços de transferência e informações vinculativas ou acordos fiscais relativos a transações transfronteiriças. Em 2016 encontra-se pendente mais uma proposta para fortalecer esta directiva, nela incluindo a declaração de informação financeira e fiscal (Country-by-Country Reporting).

O melhoramento dos mecanismos de troca de informações são vistos pela Comissão Europeia como um instrumento essencial para assegurar uma maior transparência e uma justa repartição dos encargos e receitas fiscais entre os Estados-Membros.